# Cheilosia limbicornis
Cheilosia limbicornis är en tvåvingeart som först beskrevs av Gabriel Strobl 1909.  Cheilosia limbicornis ingår i släktet örtblomflugor, och familjen blomflugor.
Artens utbredningsområde är Spanien. Inga underarter finns listade i Catalogue of Life.